# UTC+7:30
UTC+7:30 era un fuso orario esistito a Singapore (Singapore Standard Time) e nella parte occidentale della Malaysia.
Nel 1941 e 1942, le due regioni utilizzarono un'ora legale in anticipo di 7 ore e 30 minuti rispetto al GMT. Dopo l'occupazione giapponese, riadottarono GMT+7:30 come ora legale tra 1945 e 1970.
Singapore si trasferì per tutto l'anno a GMT+7:30 nel 1970 (poi a UTC+7:30 dopo l'adozione del tempo universale coordinato nel 1972) fino alla fine del 1981. Il 1º gennaio 1982, Singapore e la Malesia passarono a UTC+8 e il fuso orario non è più stato usato.